# Тетраплатинатригольмий
Тетраплатинатригольмий — бинарное неорганическое соединение
платины и гольмия
с формулой Ho3Pt4,
кристаллы.

## Получение
- Сплавление стехиометрических количеств чистых веществ:

{\displaystyle {\mathsf {4Pt+3Ho\ {\xrightarrow {1610^{o}C}}\ Ho_{3}Pt_{4}}}}

## Физические свойства
Тетраплатинатригольмий образует кристаллы
тригональной сингонии,
пространственная группа R 3,
параметры ячейки a = 1,3061 нм, c = 0,5661 нм, Z = 6,
структура типа тетрапалладийтриплутония Pu3Pd4
.
Соединение образуется по перитектической реакции при температуре ≈1610°C.